# (10925) Ventoux
(10925) Ventoux ist ein Asteroid des Hauptgürtels, der am 28. Januar 1998 vom französischen Amateurastronomen Pierre Antonini am privaten Observatoire de Bédoin in Bédoin (IAU-Code 132) im französischen Département Vaucluse entdeckt wurde.
Der Asteroid wurde am 26. Juli 2000 nach dem 1912 m hohen Mont Ventoux im Département Vaucluse benannt, der traurige Berühmtheit erlangte, als am 13. Juli 1967 der englische Radprofi Tom Simpson infolge von Doping zusammenbrach und starb.